# Michele Cipolla
Michele Cipolla (Palermo, 28 ottobre 1880 – Palermo, 7 settembre 1947) è stato un matematico italiano.

## Biografia
Figlio di Luigi Cipolla e di Rosaria Moncada, dopo aver studiato alla Scuola Normale Superiore di Pisa, si laureò all'Università degli Studi di Palermo nel 1902, dedicandosi per circa un decennio all'insegnamento tra il ginnasio di Corleone e il liceo di Potenza. Nel 1911 cominciò a insegnare Analisi algebrica all'Università degli Studi di Catania, da dove, nel 1923, si trasferì all'Università di Palermo, per restarvi fino alla morte.
Diede notevoli contributi alla teoria dei numeri (campo nel quale era uno dei pochi cultori italiani; la sua amicizia con Giovanni Sansone fornì, a quest'ultimo, lo stimolo per dedicarsi anch'egli a ricerche nello stesso ambito), a quella dei gruppi finiti, alla logica matematica, alla critica dei fondamenti e alla storia e didattica della matematica. Pubblicò inoltre un centinaio di lavori, una decina di trattati di livello universitario e una collana di testi per le scuole medie in collaborazione con Vincenzo Amato.
Tutta la sua opera fu caratterizzata da "rigore impeccabile e raffinato senso estetico". Fra i trattati universitari scritti da lui ricordiamo quello di analisi algebrica, quello sulla teoria dei gruppi e la raccolta delle sue conferenze sulle matematiche elementari da un punto di vista superiore.
Fu nominato dottore honoris causa dell'Università di Sofia. Poco prima della sua morte, fu nominato membro dell'Accademia Nazionale dei Lincei.